# Moumousse
 (avril 2020).
 (avril 2020).
Moumousse est un roman d'aventures français de Camille Debans, paru en 1900.

## Résumé
Le navire L'océan est en route pour Madagascar, colonie française dans l'Océan Indien. En chemin, au large de la côte des Somalis, il recueille les rescapés d'une attaque de pirates somalis. Il est, ensuite, pris dans une tempête et finit par s'échouer sur la côte désertique.
La vie des naufragés s'organise dans un environnement chaud et sec. Ils parviennent à trouver un refuge dans un abri rocheux naturel. Les conditions de vie sont dures, notamment à cause du manque d'eau.
Les somalis se rapprochent. Leur chef, le sultan, est à la recherche d'un trésor caché dans l'abri des européens. Amoureux d'une passagère, il propose de l'échanger contre leur liberté; ce qui provoque des dissensions parmi les européens, mais également la résistance des rescapés.
Les somalis attaquent le campement à plusieurs reprises. Certains européens sont prêts à trahir. Mais, les rescapés finissent par les repousser et par vaincre le sultan. Ils découvrent, par accident, le trésor caché avant de repartir à Djibouti.

## Espace
L'action se situe sur la côte des Somalis, non loin de Djibouti. 
Le navire s'échoue, après la tempête, sur un endroit rocheux, non loin d'une plage. Les naufragés trouvent refuge dans un espace rocheux qui domine les environs.
Le climat est sec et très chaud. Très rapidement, le manque d'eau devient le principal problème pour la survie des rescapés.
Ce cadre est, notamment, l'un des éléments permettant d'inclure le roman dans la catégorie du roman colonial.

## Personnages principaux
- Moumousse : personnage éponyme du roman, petite fille orpheline, rescapée de l'attaque des pirates somalis, écouvreuse du trésor
- Torix :  protecteur de Moumousse
- Laudrin : second devenu capitaine du navire
- Cook : passager anglais, commerçant prêt à tout pour sauver sa vie et son commerce d'armes
- Célestine Corniau, dite « la Chignon »: rescapée de l'attaque des pirates
- Jeanne Augerolles, passagère, professeur de piano
- MM. Tatyfume et Palangrotte : passagers, futurs colons à Madagascar
- Abou Bakar : sultan à la recherche d'un trésor.

## Éditions
Le roman a fait l'objet de trois éditions :
- Moumousse, aventures d'une petite fille dans le Sud-Africain, Montgredien, Paris, 1900
- Moumousse: aventures d'une petite fille dans le Sud-africain, J. Tallandier, Paris, collection : « Le livre national » : romans d'aventures et d'explorations ; 19, [ca 1905]
- Moumousse, H.-E. Martin, [s.d.], Paris